# Luchini (Capodistria)
Luchini (Lukini in sloveno, pronuncia [luˈkiːni]) è un insediamento (naselje) di 47 abitanti, della municipalità di Capodistria della regione statistica Carsico-litoranea della Slovenia.
L'area faceva tradizionalmente parte della regione storica del Litorale, ora invece è inglobata nella regione Carsico-litoranea.